# Wiaczesław Mazarati
Wiaczesław Hryhorowycz Mazarati, ukr. Вячеслав Григорович Мазараті, ros. Вячеслав Григорьевич Мазарати, Wiaczesław Grigorjewicz Mazarati (ur. 12 stycznia 1963 w Mikołajowie) – ukraiński piłkarz, grający na pozycji pomocnika, trener piłkarski.

## Kariera piłkarska

### Kariera klubowa
Wychowanek Szkoły Piłkarskiej Sudnobudiwelnyk Mikołajów, a potem Internatu Sportowego w Kijowie. W 1981 roku rozpoczął karierę piłkarską w składzie drużyny rezerw Dynama Kijów. W 1983 bronił barw Dynama Irpień, po czym powrócił do rodzimego Mikołajowa, gdzie grał w składzie klubu Sudnobudiwelnyk Mikołajów. W 1989 przeniósł się do Majaka Oczaków. W 1990 przeszedł do Dnipra Czerkasy, w którym zakończył karierę piłkarską.

## Kariera trenerska
Po zakończeniu kariery piłkarskiej rozpoczął pracę szkoleniową. Najpierw pracował z klubami amatorskimi Kooperator Nowy Bug, Nywa Neczjane i Kaskad Mikołajów. W latach 1996–2007 pracował w Szkole Piłkarskiej w Mikołajowie, szkoląc młodych piłkarzy. Od 2005 do 2007 również pomagał trenować miejscowy MFK Mikołajów, a w maju 2007 objął stanowisko głównego trenera klubu. Zimą 2009 podał się do dymisji i kierował drugą drużyną klubu. Następnie od kwietnia 2010 do sierpnia 2010 ponownie prowadził MFK Mikołajów. W kwietniu 2012 został zaproszony na stanowisko głównego trenera nowo utworzonego klubu Enerhija Mikołajów, którym kierował aż do jego rozformowania w marcu 2014. 12 marca 2014 roku został ponownie wybrany na stanowisko głównego trenera klubu.

## Sukcesy i odznaczenia

### Sukcesy reprezentacyjne
- zdobywca Pucharu Nadzieja ZSRR: 1980

### Odznaczenia
- tytuł Mistrza Sportu ZSRR